# 阿爾吉穹丘
82°12′S 162°9′E / 82.200°S 162.150°E
阿爾吉穹丘是南極洲的穹丘，處於錫爾弗嶺和阿爾吉冰川終點之間，屬於邱吉爾山脈的一部分，海拔高度400米，現時由南極條約體系管理。